# Viévigne
Viévigne é uma comuna francesa na região administrativa da Borgonha-Franco-Condado, no departamento de Côte-d'Or. Estende-se por uma área de 13,15 km². Em 2010 a comuna tinha 265 habitantes (densidade: 20,2 hab./km²).